# Paku Alam X
Paku Alam X (Yogyakarta, 15 dicembre 1962) è un politico e nobile indonesiano.
È il decimo principe di Pakualaman.

## Biografia
Figlio del principe Paku Alam IX, ha studiato alle scuole internazionali di Giacarta e di Yogyakarta prima di iniziare i propri studi in economia presso l'Università di Yogyakarta. Nel 1991 divenne funzionario civile nel governo regionale di Yogyakarta.
Alla morte del padre, gli succedette formalmente come principe di Pakualaman, venendo proclamato nel contempo vicegovernatore della regione speciale di Yogyakarta per conto del governo della Repubblica d'Indonesia. Alla cerimonia di incoronazione formale, il 7 gennaio 2016, presero parte Mangkunegara IX di Mangkunegaran, il raja di Karangasem e gran parte della società aristocratica indonesiana. Il principe giunse al luogo della cerimonia a bordo di una carrozza di stato, dono al suo antenato Paku Alam I da parte del residente inglese Thomas Stamford Raffles nel 1812.